# Anophelinae
Die Anophelinae sind neben den Culicinae eine von zwei Unterfamilien der Stechmücken (Culicidae). Es sind 478 Arten innerhalb der Unterfamilie beschrieben. Die meisten Vertreter gehören zur namensgebenden und nahezu weltweit verbreiteten Gattung Anopheles. Daneben gibt es noch zwei weitere Gattungen: Die nur in der australasiatischen Region vorkommende und acht Arten umfassende Bironella und die auf die Neotropis beschränkte Chagasia mit fünf Arten. Verschiedene Anopheles-Arten sind die Überträger der Malaria.

## Merkmale

### Adulte/Imagines
Die Erwachsenen (Imagines) der meisten Arten innerhalb der Anophelinae sind an ihrer charakteristischen Körperhaltung zu erkennen, bei der sie ihren Körper weitgehend gerade und meistens in einem Winkel von 30 bis 45° zum Untergrund stellen. Die Flügel haben meist dunkle oder blasse, von Schuppen gebildete Flecken auf den Flügeladern; bei einigen Arten sind die Flügeladern auch vollkommen mit dunklen Schuppen besetzt. Die Unterkiefertaster (Maxillarpalpen) beider Geschlechter sind, außer bei Bironella, etwa so lang wie der Saugrüssel. Im Gegensatz dazu sind die Palpen bei den Weibchen der Culicinae normalerweise viel kürzer. Der Rückenschild (Scutellum) ist bei den Gattungen Anopheles und Brionella gleichmäßig rund, bei Chagasia ist es dreilappig.

### Larven
Die wie bei allen Stechmücken ans Wasser gebundenen Larven der Anophelinae verfügen im Gegensatz zu den Culicinae am Hinterleibsende nicht über ein Atemrohr, sondern lediglich über eine Atemöffnung. Mithilfe von an der Oberseite wasserabweisenden palmenförmigen Haaren an den Hinterleibssegmenten halten sie sich parallel zur Wasseroberfläche. Die Puppen sind nur schwer von denen aus der Unterfamilie Culicinae zu unterscheiden.

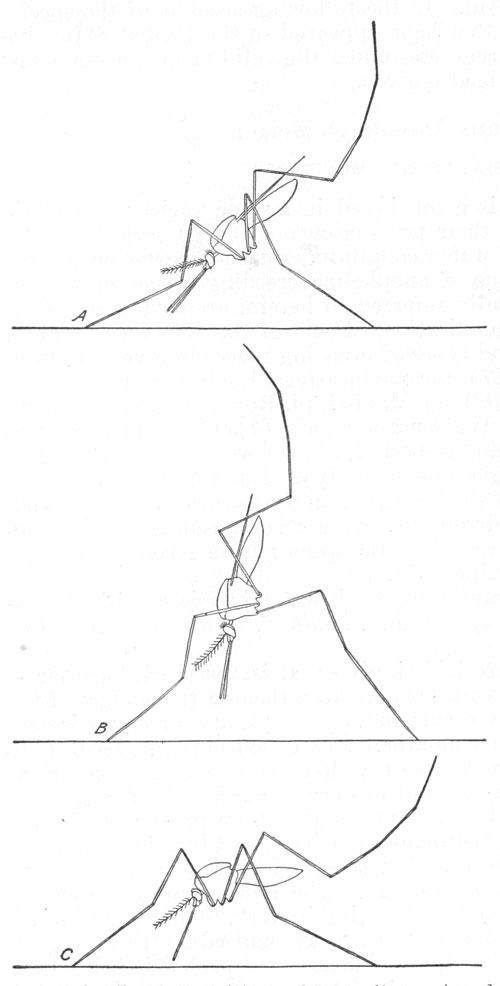
Körperhaltung adulter Anophelinae (A, B), verglichen mit einer culicinen Mücke (C).
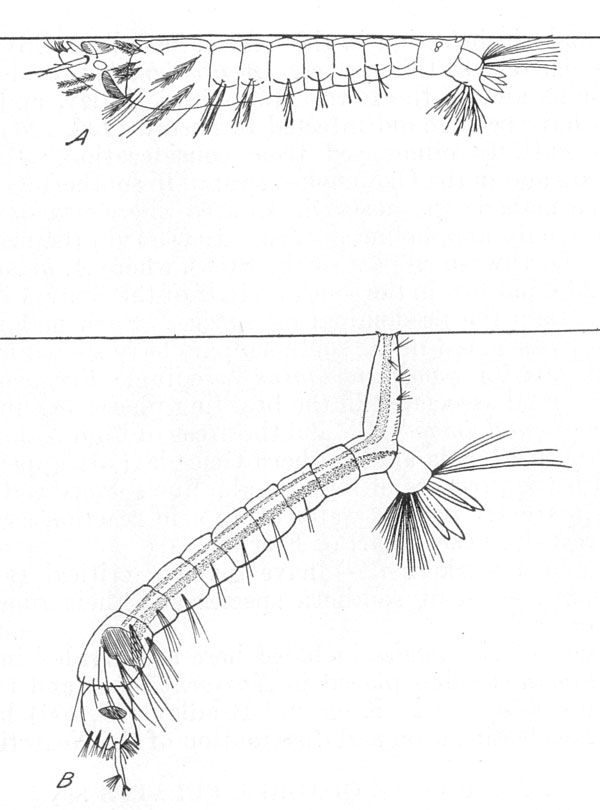
Futterhaltung einer anophelinen Larve (A), verglichen mit der einer Vertreterin der Culicinae (B).
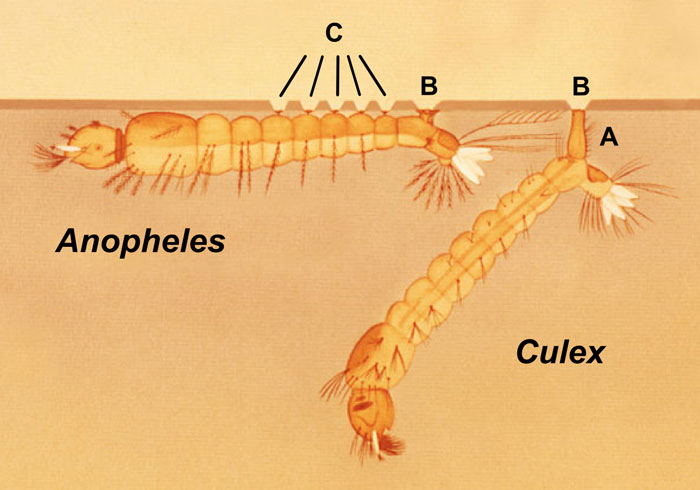
Larven der Culicinae heften sich mit ihrem Atemrohr (A) an die Wasseroberfläche, Anophelinae mit den Palmhaaren (C). (B): die Atemöffnungen.
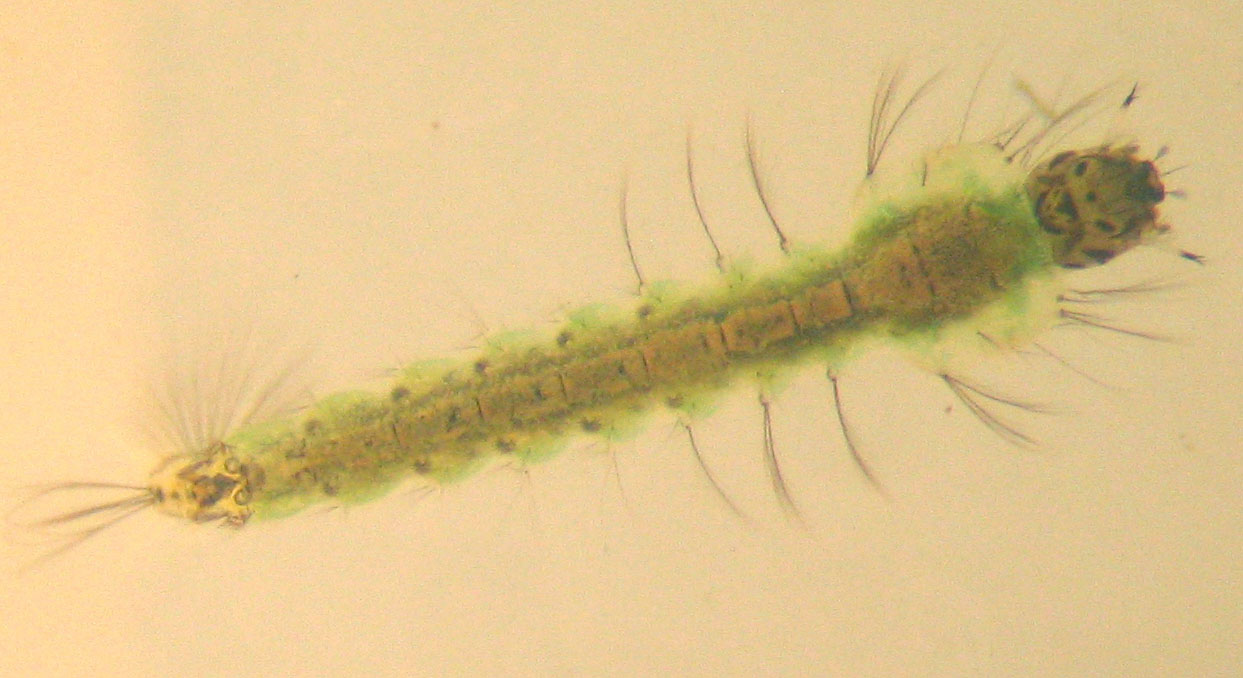
Anopheles-Larve.

## Bedeutung
Während Bironella und Chagasia keine Bedeutung als Krankheitsüberträger haben, sind verschiedene Anopheles-Arten als Überträger von Malaria bedeutsam. Zudem können Vertreter der Gattung Filariosen und verschiedene Arboviren übertragen.

## Belege
1. 1 2 3 4  Subfamily Anophelinae Grassi, 1900. R.E. Harbach: Mosquito Taxonomic Inventory, archiviert vom Original (nicht mehr online verfügbar) am 3. August 2012; abgerufen am 10. Juni 2012 (englisch).
2. ↑  Bironella. Walter Reed Biosystematic Unit: Mosquito Genera, archiviert vom Original (nicht mehr online verfügbar) am 4. März 2011; abgerufen am 10. Juni 2012.
3. ↑  Chagasia. Walter Reed Biosystematic Unit: Mosquito Genera, archiviert vom Original (nicht mehr online verfügbar) am 4. März 2011; abgerufen am 10. Juni 2012 (englisch).